# دومین دوره جشنواره بین‌المللی فیلم فجر
دومین جشنوارهٔ فیلم فجر در بهمن ۱۳۶۲ در تهران برگزار گردید. در این دوره فیلم‌های خارجی حضور نداشتند. مسابقهٔ سینمای ایران در دو بخش حرفه‌ای و آماتور برگزار شد و برگزیدگان مورد تقدیر قرار گرفتند. هیئت داوران هیچ اثری را شایستهٔ دریافت جایزهٔ بهترین فیلم معرفی نکرد. ویژگی بارز این دوره، حضور نخستین استعدادهای سینمای پس از انقلاب ۵۷ مانند محسن مخملباف، رسول صدرعاملی، محمدعلی سجادی، محمدرضا اعلامی، حسن هدایت و خسرو سینایی در کنار سه نام شناخته شده‌تری همانند علیرضا داوودنژاد، رضا میرلوحی و مسعود اسدالهی است. در این جشنواره از فیلمسازان حرفه‌ای پیش از انقلاب، اثری ارائه نشد.

## فیلم‌های بخش مسابقه

### فیلم‌های بلند[۱]
- جایزه (علیرضا داوودنژاد)
- خانه عنکبوت (علیرضا داوودنژاد)
- هیولای درون (خسرو سینایی)
- دیار عاشقان (حسن کاربخش)
- استعاذه (محسن مخملباف)
- توبه نصوح (محسن مخملباف)
- دو چشم بی‌سو (محسن مخملباف)
- رهایی (رسول صدرعاملی)
- بازرس ویژه (منوچهر تهرانی)
- شیلات (رضا میرلوحی)
- قرنطینه (مسعود اسداللهی)
- بازجویی (محمدعلی سجادی)
- مرگ سفید (حسین زندباف)
- عبور از میدان مین (جواد طاهری)
- زخمه (خسرو ملکان)
- دادشاه (حبیب کاوش)
- پرونده (مهدی صباغزاده)
- پیک جنگل (حسن هدایت)
- آوای غیب (سعید حاجی‌میری)
- نقطه ضعف (محمدرضا اعلامی)
- گفت به زیر سلطه من آیید (داریوش ارجمند)
- تفنگدار (جمشید حیدری)
- حصار (حسن محمدزاده)
- نینوا (رسول ملاقلی‌پور)

## داوران[۲]
- سید محمد بهشتی
- مهدی حجت
- اکبر عالمی
- منوچهر عسگری‌نسب
- مهدی کلهر
- محمدعلی نجفی
- سینا واحد

## بخش حرفه‌ای

### برگزیدگان[۳]
| سیمرغ بلورین بهترین فیلم                   | سیمرغ بلورین بهترین کارگردانی                                                                   |
| ------------------------------------------ | ----------------------------------------------------------------------------------------------- |
| - برنده نداشت ( ضمن لوح تقدیر هیولای درون) | - خسرو سینایی – هیولای درون                                                                     |
| سیمرغ بلورین بهترین بازیگر نقش اول مرد     | سیمرغ بلورین بهترین بازیگر نقش مکمل مرد                                                         |
| - حسین پرورش – نقطه ضعف                    | - پرویز پرستویی – دیار عاشقان                                                                   |
| سیمرغ بلورین بهترین فیلمنامه               | سیمرغ بلورین بهترین موسیقی متن                                                                  |
| - جایزه – علیرضا داودنژاد و ابراهیم مکی    | - چشم تنگ دنیادار – عباس دبیردانش                                                               |
| سیمرغ بلورین بهترین تدوین                  | سیمرغ بلورین بهترین فیلم‌برداری                                                                  |
| - مرگ سفید – حسین زندباف                   | - هیولای درون – اسماعیل امامی                                                                   |
| سیمرغ بلورین و جایزهٔ مخصوص هیئت داوران     | سیمرغ بلورین بهترین فیلم کوتاه                                                                  |
| - دیار عاشقان – حسن کاربخش                 | - همسرایان – عباس کیارستمی - تصویر شکسته – مسعود جعفری (تقدیر) - باران – کیومرث پوراحمد (تقدیر) |

## بخش آماتور

### برگزیدگان
سیمرغ بلورین بهترین بازیگر مرد به مراد ابوالقاسمی برای فیلم «من هم باید بروم» و محمد مرادی برای فیلم «تله»
سیمرغ بلورین بهترین صداگذاری به محمد طلوع برای فیلم «بهترین خانه»
سیمرغ بلورین بهترین فیلمبرداری به علی میرقطبی برای فیلم «مزار اسرار»
سیمرغ بلورین بهترین تدوین به علیرضا سلماس برای فیلم «به یاد کربلا»
سیمرغ بلورین بهترین کارگردانی به کانون پرورش فکری کودکان و نوجوانان برای فیلم «این رشته سر دراز دارد»
سیمرغ بلورین بهترین طرح کوتاه به امیرشهاب رضویان برای فیلم «یکی دیگر» و کریم هاتفی نیا برای فیلم «تله»
سیمرغ بلورین بهترین بهترین فیلم نقاشی متحرک (پویانمایی) به محسن صمیمی برای فیلم «درسی برای گنجشک»
سیمرغ بلورین بهترین بهترین فیلم عروسکی به محمدرضا عابدی زمانی برای فیلم «بهترین خانه»
سیمرغ بلورین بهترین مستند داستانی به حسین میوچوئی برای فیلم «زمین»
سیمرغ بلورین بهترین فیلم ۱۶ میلیمتری به تهمینه اردکانی برای فیلم «بچه‌های بالاچلی»

## ویژگی‌ها
قطع برق در روزهای آغازین و همچنین لو رفتن انتخاب‌های داوری در شب آخر و پیش از اعلام رسمی نتایج و برندگان، از ویژگی‌های جالب توجه این دوره از جشنوارهٔ فیلم فجر بود. 